# Фубай
Международный аэропорт Фубай (вьет. Sân bay Quốc tế Phú Bài, ИАТА: HUI, ИКАО: VVPB) — вьетнамский коммерческий аэропорт, расположенный к югу от бывшей столицы Центрального Вьетнама города Хюэ.

## Общие сведения

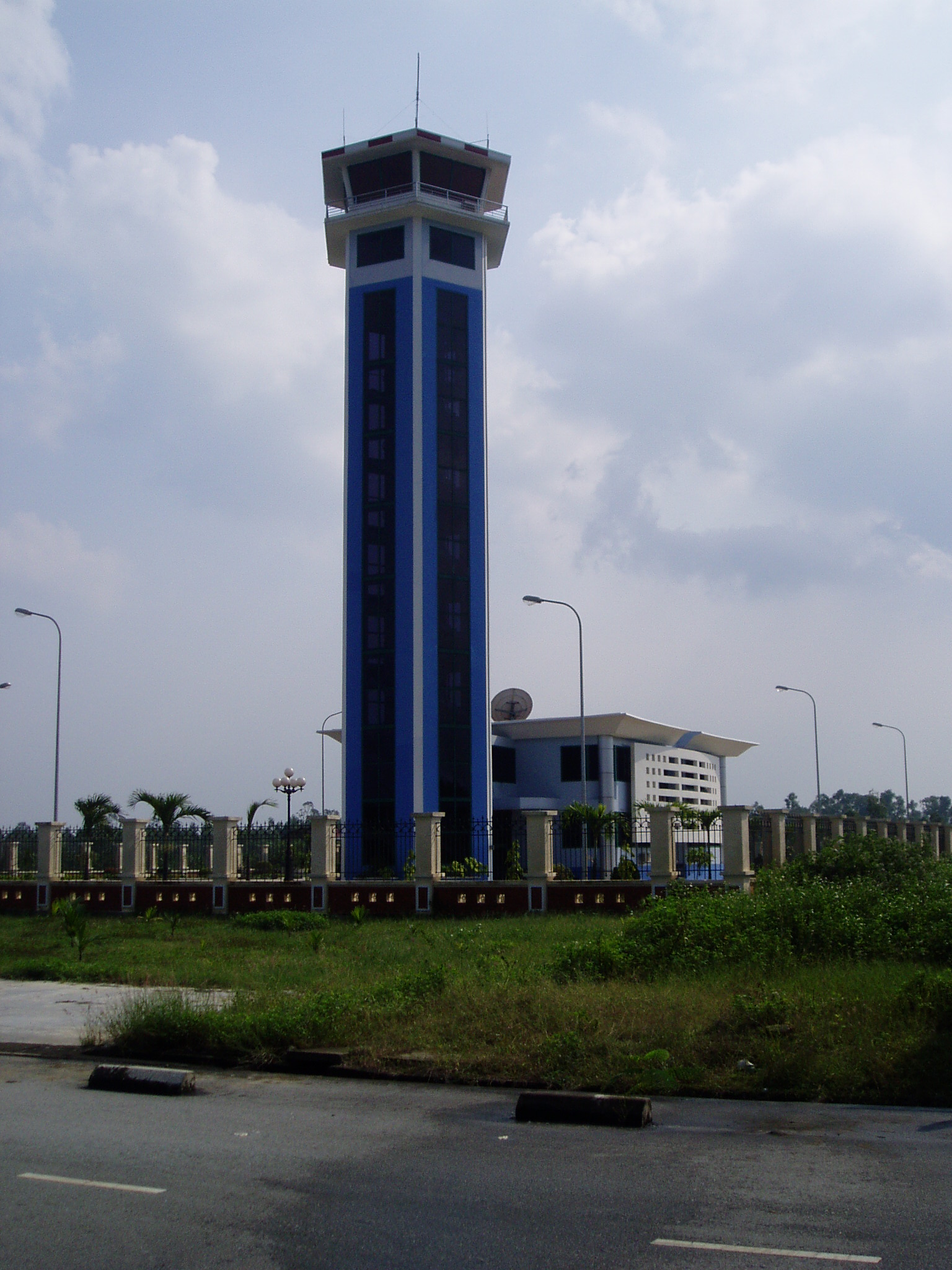
Вышка командно-диспетчерского пункта Международного аэропорта Фубай

В 2002 году правительство Вьетнама выдало официальное разрешение на обслуживание аэропортом Хюэ международных авиаперевозок, однако свой первый зарубежный рейс порт принял только спустя три года: 30 октября 2005 года из лаосского города Луангпхабанг прибыл чартерный борт авиакомпании Austrian Airlines с австрийскими туристами.
24 мая 2007 года управляющая сингапурским Международным аэропортом Чанги компания «Changi Airports International» объявила о подписании с Народным комитетом провинции Тхыатхьен-Хюэ меморандума о взаимопонимании, в тексте которого были определены этапы развития Международного аэропорта Фубай. Подписание соглашения происходило в рамках принятой правительством Вьетнама комплексной программы развития международного туризма в стране в целом и в провинции Тхыатхьен-Хюэ, в частности.